# تشرونی هرادک (ناحیه ییندریخوف هرادتس)
تشرونی هرادک (ناحیه ییندریخوف هرادتس) (به چکی: Červený Hrádek) یک منطقهٔ مسکونی در جمهوری چک است که در ناحیه ییندریخوف هرادتس واقع شده‌است. تشرونی هرادک ۶٫۷۸ کیلومتر مربع مساحت و ۲۱۳ نفر جمعیت دارد و ۵۲۵ متر بالاتر از سطح دریا واقع شده‌است.